# Vernon De Marco
Vernon De Marco Morlacchi (ur. 18 listopada 1992 w Rosario) – argentyńsko-słowacki piłkarz występujący na pozycji obrońcy w Apollon Limassol.

## Kariera
W wieku 10 lat przeprowadził się z rodzicami do Hiszpanii, gdzie uzyskał tamtejsze obywatelstwo. Grę w piłkę nożną rozpoczął w wieku 12 lat w klubie UD Arenal, następnie szkolił się w CD San Francisco. Karierę na poziomie seniorskim rozpoczął w klubie CE Constància, rywalizującym w Tercera División. W 2012 roku przeniósł się do MFK Zemplín Michalovce, gdzie rozegrał 94 spotkania. W połowie 2016 roku przeniósł się na zasadzie wypożyczenia do Slovana Bratysława, z którym wkrótce podpisał kontrakt. W sezonie 2016/17 wywalczył Puchar Słowacji. W latach 2017–2019 występował na wypożyczeniu w Lechu Poznań, dla którego rozegrał 17 spotkań w Ekstraklasie.
28 maja 2021 otrzymał słowackie obywatelstwo. 24 sierpnia tegoż roku został po raz pierwszy powołany do reprezentacji Słowacji.

## Sukcesy
Slovan Bratysława
- Puchar Słowacji: 2016/17